# Панихидников, Андрей Алексеевич
Андрей Алексеевич Панихидников (1923 — 1994) — полковник Советской Армии, участник Великой Отечественной войны, Герой Советского Союза (1945).

## Биография
Родился 23 октября 1923 года в селе Стаево (ныне — Мичуринский район Тамбовской области). Окончил среднюю школу.
В июне 1941 года был призван на службу в Рабоче-крестьянскую Красную Армию и направлен на фронт. В 1942 году окончил Тамбовское кавалерийское училище. В боях был тяжело ранен.
К весне 1944 года командовал сабельным взводом 12-го гвардейского кавалерийского полка 3-й гвардейской кавалерийской дивизии 2-го гвардейского кавалерийского корпуса 1-го Белорусского фронта. Отличился во время освобождения Польши. Его взвод оборонял Рарцебурское шоссе в течение двух суток, отразив большое количество немецких контратак. В критический момент боя лично подорвал две вражеские самоходные артиллерийские установки, заставив противника отступить.
Указом Президиума Верховного Совета СССР от 24 марта 1945 года за «образцовое выполнение боевых заданий командования и проявленные при этом мужество и героизм» гвардии старший лейтенант Андрей Панихидников был удостоен звания Героя Советского Союза с вручением ордена Ленина и медали «Золотая Звезда» за номером 5828.
После окончания войны работал в органах внутренних дел и в военных прокуратурах различных гарнизонов. В 1979 году в звании полковника юстиции был уволен в запас. Проживал в Киеве.
Умер 2 февраля 1994 года, похоронен на Берковецком кладбище Киева.
Был также награждён орденами Отечественной войны 1-й и 2-й степеней, Красной Звезды, рядом медалей.